# Gorna Vasilița, Sofia
Gorna Vasilița (în bulgară Горна Василица) este un sat în comuna Kosteneț, regiunea Sofia,  Bulgaria. 

## Demografie
Componența etnică a satului Gorna Vasilița
     Bulgari (96%)
     Nicio identificare (2,18%)
     Altele (1,81%)
La recensământul din 2011, populația satului Gorna Vasilița era de 275 locuitori. Din punct de vedere etnic, majoritatea locuitorilor (96%) erau bulgari. Pentru 2,18% din locuitori nu este cunoscută apartenența etnică.